# 柴凯盐湖
柴凯盐湖位于中国青海省北部乌兰县境内，县城希里沟镇以西约44公里。地处柴达木盆地东部希里沟盆地西缘，东与柯柯盐湖相邻，第四纪时期与柯柯盐湖和希里沟湖属同一湖泊，后因湖泊退缩而分离。柴凯盐湖属于干盐湖，面积25～30平方公里，地面海拔2935～2945米。湖区气候极度干旱，年均气温2～4℃，年降水量150毫米左右，年蒸发量2000～3000毫米。湖内为粉砂、粘土和石盐沉积，NaCl储量约为1千万吨。湖区交通便利，青藏公路和青藏铁路经过湖北部。